# Log v Bohinju
Log v Bohinju é um assentamento localizado no município de Bohinj na Eslovênia. Possuía uma população estimada de 12 habitantes em 2020.